# Taman Pulau Penyu
Taman Pulau Penyu, international auch als Turtle Islands National Park bezeichnet, ist ein Refugium zum Schutz von Meeresschildkröten im Bundesstaat Sabah in Malaysia. Es wurde 1997 als der malaysische Teil der Turtle Islands Heritage Protected Area (TIHPA) gegründet.

## Geographie
Das Meeresschildkrötenschutzgebiet liegt im Norden der Insel Borneo in der Nähe der Stadt Sandakan. Es wird von den drei Inseln Selingan (8,1 ha), Bakkungan Kecil (8,5 ha) und Gulisan (1,6 ha) gebildet. In nordöstlicher Richtung schließen sich weitere Inseln an, die zu den Philippinen gehören und ebenfalls Meeresschildkrötenschutz betreiben. Zu nennen ist hierbei das Turtle Islands Wildlife Sanctuary auf den Turtle Islands, das von der UNESCO als Welterbekandidat geführt wird.

## Schildkrötenschutzgebiet
Zwei Arten von Schildkröten, die Grüne Meeresschildkröte (Chelonia mydas) und die Echte Karettschildkröte (Eretmochelys imbricata), kommen nachts an die Sandstrände der Inseln, um ihre Eier abzulegen. Die Arten werden von der Weltnaturschutzorganisation IUCN als „endangered = stark gefährdet“ bzw. „critically endangered = vom Aussterben bedroht“ klassifiziert.
Auf allen drei Inseln wurden Brutstationen eingerichtet, um einer möglichst großen Anzahl an Jungtieren gefahrlos das Ausschlüpfen zu ermöglichen. Dabei wird folgendermaßen vorgegangen: Um die frisch abgelegten Eier vor natürlichen Fressfeinden, beispielsweise Waranen oder Vögeln, zu schützen, werden die Eier vom Personal der Aufzuchtstationen schnell ausgegraben und zu einer Brutstation gebracht. Dort werden die Eier in einer durchschnittlich 75 Zentimeter tiefen Sandhöhle wieder eingegraben. Jedes dieser Nester wird mit Anzahl und Datum beschriftet und mit einer Schutzvorrichtung aus Plastik bedeckt. Da die Temperatur des Sandes für das spätere Geschlecht der Tiere verantwortlich ist, wird die Tiefe der Nester leicht variiert und sie werden zum Teil an schattigen Plätzen angelegt. Nach ca. 50 bis 60 Tagen schlüpfen die Jungtiere und werden sogleich an verschiedenen Stellen der Insel freigesetzt. Auf diese Art wurden zwischen 1979 und 2017 rund 18,2 Millionen Jungtiere freigelassen. Diese sind in Freiheit jedoch vielen Gefährdungen ausgesetzt, sodass nur wenige die Geschlechtsreife erlangen.
Besucher sind auf der Insel Selingan willkommen. Die Ablage der Schildkröteneier erfolgt über das gesamte Jahr verteilt. Schwerpunktmäßig erscheinen die Weibchen der Grünen Meeresschildkröte zwischen Juli und Oktober, die der Echten Karettschildkröten zwischen Februar und April. Alle neu ankommenden Schildkröten werden von den Rangern mit Markierungen versehen, um sie beim Erscheinen in späteren Jahren wieder zu erkennen. Da die Eiablage meist nachts geschieht, stehen für Besucher auch Übernachtungsmöglichkeiten zur Verfügung. Jedes Schildkrötenweibchen legt zwischen 40 und 200 Eier, durchschnittlich 50 bis 80. Im Rahmen eines Turtle Nest Adoption Programs werden Besucher über das Ziel der Aufzuchtstation sowie über die Lebensgewohnheiten der Schildkröten aufgeklärt. Mit der Zahlung einer Gebühr kann eine Patenschaft für ein Nest übernommen werden, wodurch die Station finanziell unterstützt wird.